# Église réformée de Klosters
L'église réformée de Klosters (Reformierte Kirche Klosters) est l'église paroissiale réformée de Klosters dans le canton des Grisons (Suisse). Elle est inscrite à la Liste des biens culturels d'importance nationale dans le canton des Grisons.

## Historique
Un prieuré de prémontrés, fondé en 1222, se trouvait à cet endroit et c'est de lui que dérive le nom du village (Kloster signifiant cloître, synonyme de communauté monastique en allemand). L'église actuelle, qui a été dédiée à saint Jacques, a été construite pour desservir la communauté, mais seuls le clocher, au nord de la façade, et le toit pointu, datent de l'époque romane, tandis que le chœur date de 1493, avant la Réforme. La nef, reconstruite également en 1493, a été rebâtie en 1723. Elle passe à la réforme calviniste en 1528, comme toute la vallée du Prättigau.
La paroisse dépend de l'Église d'État réformée évangélique des Grisons. L'ancienne paroisse de Serneus a fusionné avec elle en 1975. La paroisse fait partie du IXe Colloque du Prättigau, une des dix unions que forment les paroisses réformées des Grisons. Le IXe Colloque du Prättigau est composé des paroisses de Klosters-Serneus, Saas, Conters, Küblis, Sankt Antönien, Luzein-Pany, Fideris, Jenaz-Buchen, Furna, Schuders, Schiers, Fanas, Grüsch, Seewis-Schmitten et Valzeina.

## Description
Le chœur est soutenu par des voûtes en forme d'étoile. Trois des vitraux sont l'œuvre d'Augusto Giacometti (1877-1947). Les fresques datent du XVe siècle. On remarque au  milieu des fonts baptismaux de marbre. La chaire avec abat-voix date de 1633. Il y a deux orgues dans l'église : celui de la tribune date de l'époque baroque (1686) et l'autre de 1956.

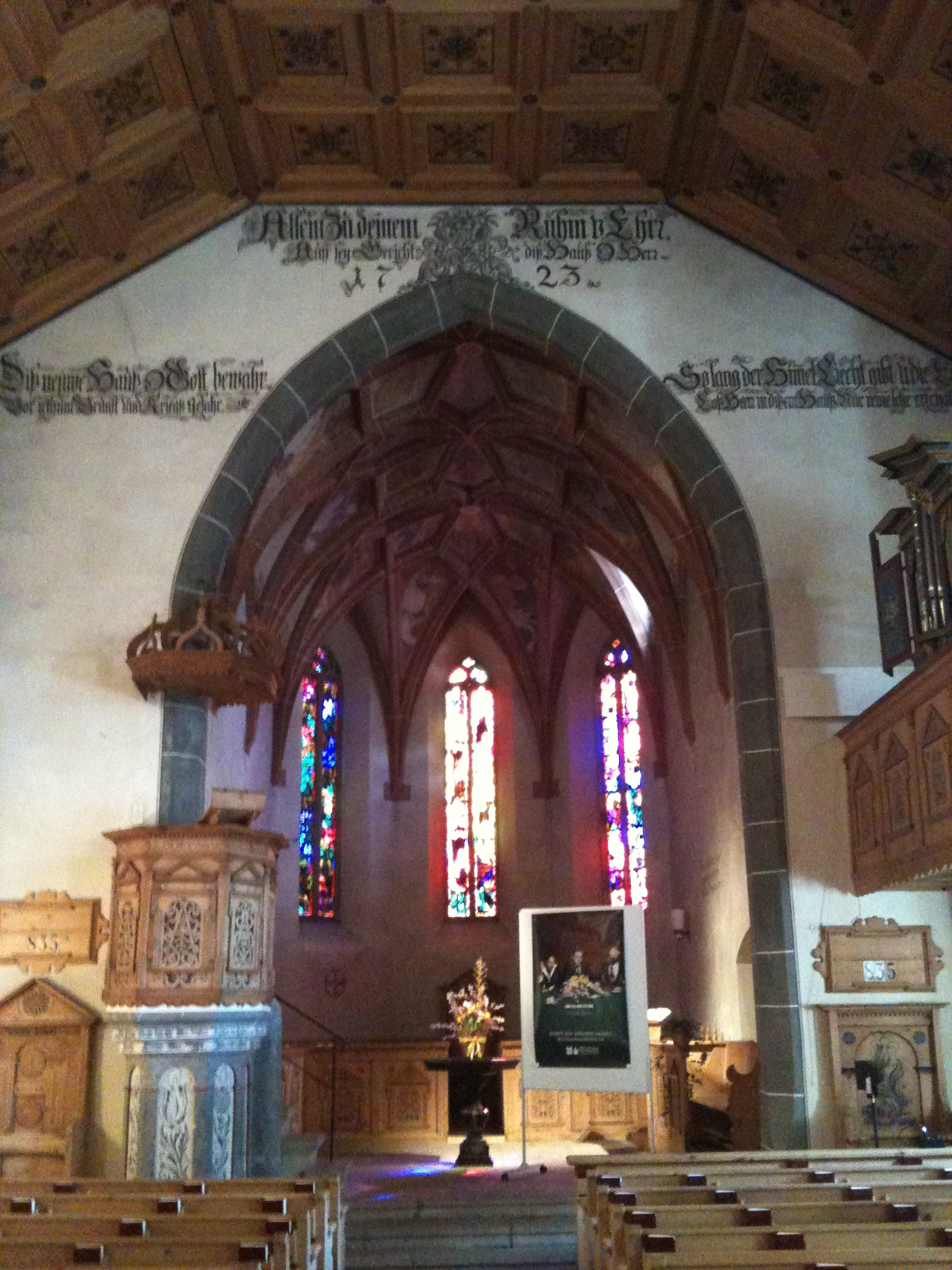
Intérieur de l'église.

## Source
- (de) Cet article est partiellement ou en totalité issu de l’article de Wikipédia en allemand intitulé « Reformierte Kirche Klosters » (voir la liste des auteurs).